# 布伊河
布伊河是俄羅斯的河流，位於彼爾姆邊疆區、巴什科爾托斯坦共和國和烏德穆爾特共和國，屬於卡馬河的左支流，河道全長228公里，流域面積6,530平方公里。